# Chojeniec
Chojeniec (prononciation : [xɔˈjɛɲɛt͡s]) est un village polonais de la gmina de Siedliszcze dans le powiat de Chełm de la voïvodie de Lublin dans l'est de la Pologne.
Il se situe à environ 28 kilomètres à l'ouest de Chełm (siège du powiat) et 38 kilomètres à l'est de Lublin (capitale de la voïvodie).
Le village comptait approximativement une population de 340 habitants en 2006.

## Histoire
De 1975 à 1998, le village est attaché administrativement à la voïvodie de Chełm.

Depuis 1999, il fait partie de la voïvodie de Lublin.